# Gottschalkenberg
Der Gottschalkenberg ist ein teilweise bewaldeter und bis zu 1186 m ü. M. hoher Hügel im Schweizer Kanton Zug. Er liegt in der südöstlichsten Ecke der Gemeinde Menzingen, oberhalb des Ägerisees. Er bildet die südwestliche Fortsetzung des Höhronen-Bergrückens.
Ein Bauernhof und ein Gasthof gleichen Namens befinden sich auf einem Sattel unter dem Gipfel. Eine schmale Strasse von Oberägeri nach Menzingen führt nahe am Gipfel vorbei (Scheitelpunkt 1162 m).

## Geschichte
Der Gottschalkenberg war wie der Grossteil von Menzingen ursprünglich im Besitz des Klosters Einsiedeln. Die Bewirtschafter der Gehöfte und Hofstätten waren Lehnsleute des Klosters. Im Laufe der Zeit konnten sie ihre Heimwesen erwerben und wurden so von Pächtern zu Eigentümern. Im Urbar des Klosters Einsiedeln wird für das Jahr 1528 unter 550 Besitzern von Höfen im Zugerland auch ein Jakob Gottschalk zu Finstersee uf em Bergli erwähnt, womit die Namensgebung erstmals fassbar wurde.
Spätestens 1886 wurde auf dem aussichtsreichen Gottschalkenberg ein Gasthaus eröffnet, das bei Wanderern, insbesondere aus dem nahe gelegenen Molkenkurort Hütten, beliebt war.

Historisches Luftbild von Walter Mittelholzer von 1934

## Freizeit und Sport
Die Gegend um den Gottschalkenberg ist ein Erholungs- und Wandergebiet. Sie bietet viele Wandermöglichkeiten wie beispielsweise zum Wildspitz sowie im Winter Skipisten und Langlaufloipen. Beliebt ist der Aussichtspunkt Bellevue auf dem Gottschalkenberg. Mountainbiker befahren häufig die Umgebung des Raten.